# 向浜 (秋田市)
向浜（むかいはま）は、秋田市北西部の町名。現行行政地名は向浜一丁目及び向浜二丁目。郵便番号は010-1601。

## 地理
秋田市の工業地帯であり新産業都市秋田湾の中枢である、秋田港の一角をなしている。旧雄物川（秋田運河）の河口部と日本海の海岸線に挟まれた港湾区域である。勝平地区の北端に位置し、秋田市向浜事務所が設置されている。
南で新屋町字砂奴寄と接している。また旧雄物川を隔てた対岸は、北に土崎港相染町（そうぜんちょう）が、東に土崎港西・土崎港下浜町・土崎港御蔵町・土崎港穀保町（こくぼちょう）・寺内（てらうち）が存在する。
広域地名として、向浜と南に接する新屋町字砂奴寄を合わせた地域を向浜地区と指すこともある。この広域地名としての向浜もまた広域地名勝平の一部となっている。砂奴寄には1970年代から向浜スポーツゾーンが建設されている。このスポーツゾーンは1986年に開催された秋田博覧会がの主会場となった。

### 河川
- 秋田運河（旧雄物川）

## 歴史

### 町名の変遷
| 実施後     | 実施年月日     | 実施前                                       |
| ---------- | -------------- | -------------------------------------------- |
| 向浜一丁目 | 平成3年10月1日 | 新屋町字砂奴寄（一部） あらやまち あざさぬき |
| 向浜二丁目 | 平成3年10月1日 | 新屋町字砂奴寄（一部） あらやまち あざさぬき |

## 交通

### 鉄道
- 秋田臨海鉄道（貨物専業）
  - 秋田臨海鉄道線（南線）
    - 向浜駅

### バス
- 秋田中央交通　県立プール線　秋田駅西口～県庁市役所～秋田県立総合プール（系統番号146・147）
  - 新屋町字砂奴寄との境界をなす秋田県道65号寺内新屋雄和線を走行し、停留所もある。なお、終点は新屋町字砂奴寄地内である。
  - 向浜1・2丁目の地区内に乗り入れる路線はない

### 道路
- 秋田県道65号寺内新屋雄和線（はまなすロード）と秋田県道56号秋田天王線を結ぶ新バイパス計画（ベイブリッジまたは海底トンネル案）が持ち上がっている。

## 施設
- 秋田臨海処理センター
- 秋田県立秋田技術専門校職業訓練センター
- 第一製薬
- 東北製紙サービス
- 秋田木材